# Jamie Blackley

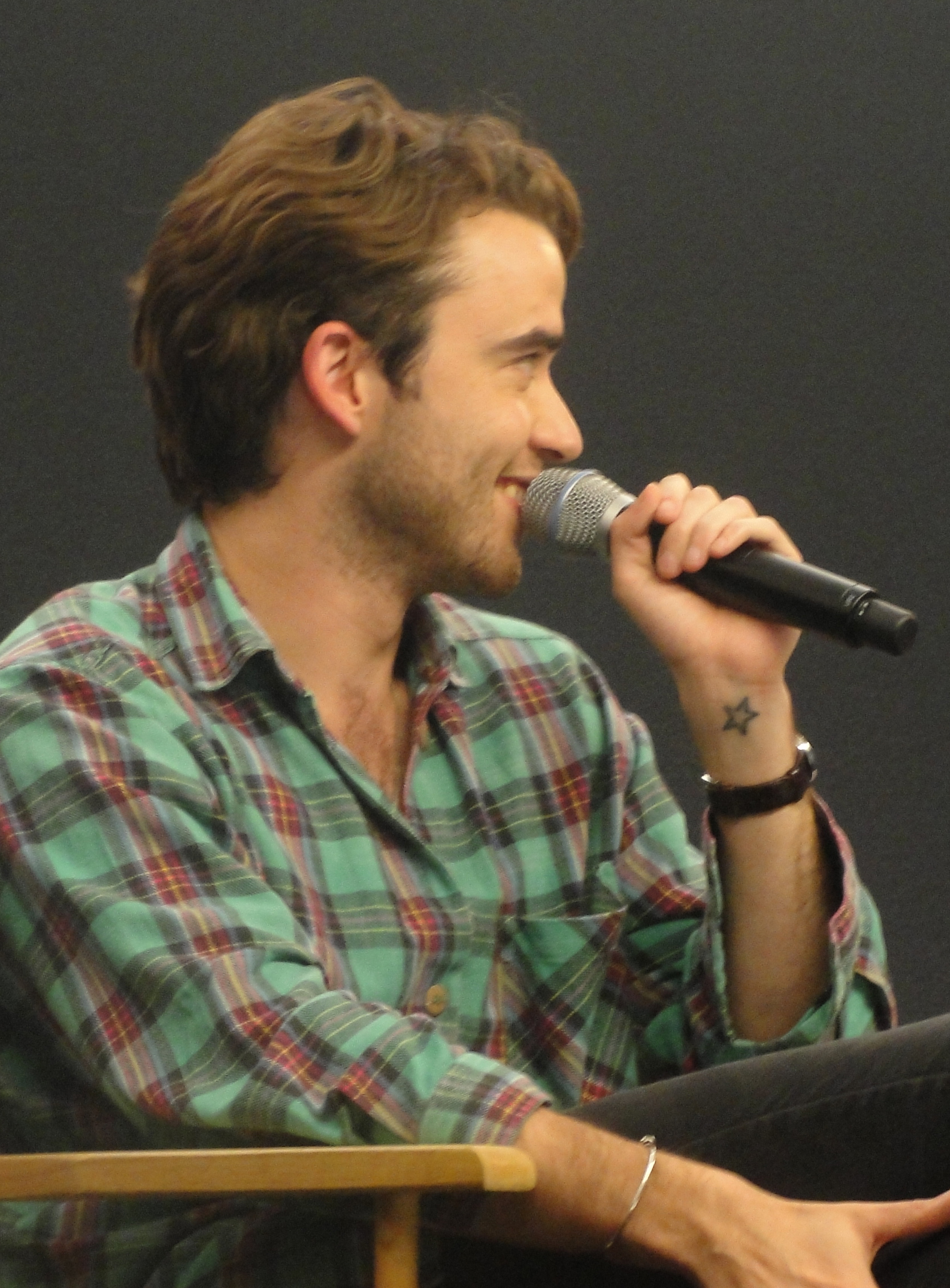
Jamie Blackley (2014)

Jamie Alexander Blackley (* 8. Juli 1991 in Douglas, Isle of Man) ist ein britischer Schauspieler und Synchronsprecher.

## Leben
Blackley wurde am 8. Juli 1991 in Douglas auf der Isle of Man als Sohn von Martin und Marina Blackley geboren. Gemeinsam mit einer älteren Schwester wuchs er in London auf. Nach seinem Fernsehdebüt in Fernsehserien wie Casualty, Doctors oder Misfits, spielte er eine Nebenrolle im Spielfilm London Boulevard. Zwei Jahre später durfte er neben Chris Hemsworth, Kristen Stewart, Charlize Theron und Ian McShane in Snow White and the Huntsman mitwirken. Im Folgejahr mimte er die Rolle des Ziggy im Film Inside Wikileaks – Die fünfte Gewalt. 2014 übernahm er die männliche Hauptrolle des Adam Wilde im Filmdrama Wenn ich bleibe. 2015 folgte die Rolle des Roy mit Joaquin Phoenix und Emma Stone in Irrational Man. 2017 spielte er die Rolle des Freddie Hamilton in insgesamt acht Episoden der Fernsehserie The Halcyon. 2020 war er im Netflix Original The Last Kingdom als verräterischer, um Ansehen und Macht kämpfender ehemaliger Ealdorman Eardwulf zu sehen.
Er befand sich mit der Schauspielerin  Amy Wren in einer Beziehung.

## Filmografie (Auswahl)
- 2008: Apparitions (Fernsehserie, Episode 1x05)
- 2009: Myths (Fernsehserie, Episode 1x03)
- 2009: Casualty (Fernsehserie, Episode 23x22)
- 2009: Doctors (Fernsehserie, Episode 11x107)
- 2009: Misfits (Fernsehserie, 2 Episoden)
- 2010: Prowl
- 2010: Shelfstackers (Fernsehserie, Episode 1x05)
- 2010: London Boulevard
- 2011: Inspector Barnaby (Fernsehserie, Episode 14x07)
- 2012: Der junge Inspektor Morse (Endeavour, Fernsehserie, Episode 1x01)
- 2012: Checkpoint (Kurzfilm)
- 2012: And While We Were Here
- 2012: Vinyl
- 2012: Snow White and the Huntsman
- 2013: Die Borgias (The Borgias, Fernsehserie, Episode 3x07)
- 2013: We Are the Freaks
- 2013: uwantme2killhim?
- 2013: Inside Wikileaks – Die fünfte Gewalt (The Fifth Estate)
- 2014: Wenn ich bleibe (If I Stay)
- 2014: Dregs (Kurzfilm)
- 2015: Irrational Man
- 2016: Kids in Love
- 2017: The Halcyon (Fernsehserie, 8 Episoden)
- 2018: Unexpected Item (Kurzfilm)
- 2018: Slaughterhouse Rulez
- 2019: Verräter (Traitors, Fernsehserie, 5 Episoden)
- 2019: Catch-22 (Miniserie, Episode 1x04)
- 2019: Greed
- 2020: The Last Kingdom (Fernsehserie, 8 Episoden)

## Synchronisationen (Auswahl)
- 2018: Vampyr (Computerspiel)
- 2019: GreedFall (Computerspiel)